# Oceanitis scuticella
Oceanitis scuticella är en svampart som beskrevs av Kohlm. 1977. Oceanitis scuticella ingår i släktet Oceanitis och familjen Halosphaeriaceae.   Inga underarter finns listade i Catalogue of Life.